# Macrocalamus
Genre
Macrocalamus est un genre de serpents de la famille des Colubridae.

## Répartition
Les espèces de ce genre se rencontrent en Malaisie péninsulaire et dans le sud de la Thaïlande

## Liste des espèces
Selon The Reptile Database (12 janv. 2012) :
- Macrocalamus chanardi David & Pauwels, 2005
- Macrocalamus emas Quah, Anuar, Grismer, Wood & Nor, 2019
- Macrocalamus gentingensis Yaakob & Lim, 2002
- Macrocalamus jasoni Grandison, 1972
- Macrocalamus lateralis Günther, 1864
- Macrocalamus schulzi Vogel & David, 1999
- Macrocalamus tweediei Lim, 1963
- Macrocalamus vogeli David & Pauwels, 2005

## Publication originale
- Günther, 1864 : The reptiles of British India, p. 1-452 (texte intégral).